# Vysoká Pec (Karlovy Vary)
Vysoká Pec è un comune della Repubblica Ceca facente parte del distretto di Karlovy Vary, nella regione omonima.